# Idaea outayana
Idaea outayana är en fjärilsart som beskrevs av Eugen Wehrli 1931. Idaea outayana ingår i släktet Idaea och familjen mätare. Inga underarter finns listade i Catalogue of Life.